# Montgé-en-Goële
Montgé-en-Goële è un comune francese di 698 abitanti situato nel dipartimento di Senna e Marna nella regione dell'Île-de-France.

## Società

### Evoluzione demografica
Abitanti censiti